# Alliance (Nebraska)
Alliance (auch Grand Lake) ist der County Seat des Box Butte County im US-Bundesstaat Nebraska.

## Geschichte
Alliance wurde 1888 in den Sandhills im neu geschaffenen Box Butte County gegründet. Im Zuge der Landnahme wurde schon 1887 der kleine Ort „Grand Lake“ gegründet, der aber, als die „Burlington and Missouri River Railroad“ ein Jahr später die Region erreichte, in „Alliance“ umbenannt wurde. Da hier Viehzucht von Anfang ein wichtiger Faktor war, entstand 1889 die Nebraska Stock Growers Association, um u. a. Problemen mit Viehdiebstahl entgegenzuwirken. Die Stadt wuchs schnell. Schon zwei Jahre nach ihrer Gründung hatte sie 890 Einwohner. Obwohl drei Brände zwischen 1892 und 1893 Teile der Stadt zerstörten, stieg die Einwohnerzahl auf über 2200 im Jahr 1896. Als Reaktion auf die Feuer wurde die Feuerwehr gegründet und ein Wasserturm sowie eine Ziegelfabrik errichtet. In der Wahl zum County Seat konnte sich Alliance im Jahr 1899 gegen Hemingford durchsetzen. Vom 21. Juni bis zum 5. Juli 1899 wurde das Box Butte County Courthouse per Eisenbahn von Hemingford nach Alliance verlegt. Obwohl im Homestead Act von 1862 ursprünglich jedem „homesteader“ lediglich 160 Acre Land zugesprochen worden waren, wurde im Jahr 1904 im so genannten Kincaid Act diese Zahl auf 640 Acre erhöht. Diese Entscheidung wurde getroffen, da die Zahl der Farmer in der Region aufgrund des landwirtschaftlich schlecht zu bebauenden Gebiets abnahm. Die Maßnahme zeigt Wirkung. Die Einwohnerzahl stieg weiter auf 6000 im Jahr 1920. Von der Großen Depression größtenteils verschont, konnte die Stadt vom New Deal profitieren. Es entstanden in den 1930er-Jahren ein neuer Wasserturm, ein Kraftwerk und Bewässerungssysteme für das umliegende Ackerland. 1942 entstand die „Alliance Air Base“, die 1953 als Alliance Municipal Airport in den Besitz der Stadt überging. Die nächsten Jahrzehnte sind von langsamem aber stetigem industriellen Wachstum geprägt. Im Besonderen wurde die Burlington Northern Railroad weiter ausgebaut.

## Demographie
Laut United States Census 2000 hat Alliance 8959 Einwohner, davon 4352 Männer und 4567 Frauen.

## Sehenswürdigkeiten
- In der Nähe befindet sich Carhenge, ein Kunstwerk aus Schrottautos. Seit 2006 existiert ein Besucherzentrum.

## Verkehr
Der Alliance Municipal Airport liegt 5 Kilometer südöstlich der Stadt.

## Söhne und Töchter der Stadt
- James Emanuel (1921–2013), Hochschullehrer, Essayist und Lyriker
- Mark Enyeart (* 1953), Mittelstreckenläufer (800-Meter-Distanz)